# Janiłówka
Janiłówka (817 m) – szczyt po północno-zachodniej stronie Przełęczy Sieniawskiej (711 m). Jego grzbietem biegnie granica między miejscowościami Pyzówka i Sieniawa w województwie małopolskim, w powiecie nowotarskim. Jest najdalej na wschód wysuniętym szczytem w Beskidzie Orawsko-Podhalańskim (w nowszej regionalizacji z 2018 roku należy do Pogórza Orawsko-Jordanowskiego). Z północno-wschodnich i południowo-wschodnich zboczy Janiłówki spływają źródłowe cieki Raby. Stoki południowe łagodnie opadają na równiny Kotliny Nowotarskiej.
Grzbiet w którym wznosi się Janiłówka oddziela Orawę (po południowej stronie) i Podhale (po północnej stronie), biegnie nim także dział wodny między zlewniami Raby i Dunajca.
Na szczycie Janiłówki jest punkt triangulacyjny. Janiłówkę tylko częściowo porasta las. Dużą część jej zboczy i płaskiego grzbietu zajmują pola uprawne wsi Pyzówka i Sieniawa. Przez Janiłówkę prowadzi szlak turystyczny. Z jej bezleśnej kopuły szczytowej roztacza się bardzo szeroka panorama widokowa. W kierunku południowym widoczny jest cały łańcuch Tatr, Góry Choczańskie na Słowacji, Nowy Targ i Kotlinę Nowotarską.

## Szlaki turystyczne
Przełęcz Sieniawska – Janiłówka – Trubacz – Bielanka – Kierówka – przełęcz Pod Żeleźnicą – Żeleźnica. 2:15 h, ↓ 2 h